# Гриб, Владимир Романович
Владимир Романович Гриб (1908—1940) — советский литературовед и исследователь проблем эстетики в литературе.

## Биография
Родился 15 января (28 января по новому стилю) 1908 года в селе Новогригоровка Российской империи, ныне Херсонской области Украины, в семье ветеринара и сельской учительницы.
Окончил школу после Октябрьской революции, вступил в ВЛКСМ. Был комсомольским работником, работал в комсомольской печати.
Окончив в 1929 году Киевский юридический институт, переехал в Москву и поступил в аспирантуру Московского педагогического государственного университета по искусствоведению, а затем — по литературе. Кандидатскую диссертацию на тему «Эстетические взгляды Лессинга», защитил в 1934 году.
В 1936—1940 годах Владимир Гриб преподавал западноевропейскую литературу в Московском институте философии, литературы и истории.
В своих наиболее значимых работах Гриб раскрывал социально-идеологические основы эстетики и художественных произведениях XVII—XVIII веков. Большой цикл его работ был посвящён творчеству писателя Оноре де Бальзака, подготовил хрестоматию «Бальзак об искусстве», которая вышла уже после его смерти, в 1941 году. Также он некоторое время был автором статей в журнале «Литературный критик».
Жил в Москве на улицах Грузинский Вал, 26 и Чкалова, 3. Умер 3 марта 1940 года в Москве. Похоронен на Новодевичьем кладбище.
Жена — Тамара Нояховна Лурье, дочь Н. Г. Лурье.
В РГАЛИ имеются материалы, относящиеся к В. Р. Грибу.